# Chiribiri

Chiribiri (Кірібірі) — з 1911 року італійський виробник літаків та автомобілів. Штаб-квартира розташована в місті Турин. 1928 року компанія припинила виробництво автомобілів.

## Антоніо Кірібірі
Антоніо Кірібірі народився на Різдво 1867 року в місті Венеція (в кварталі Ріальто), підрісши, юнак захопився технікою. Юний Антоніо покидає рідну домівку і їде у Флоренцію (на той момент вже колишню столицю Королівства Італія). На початку 90-х він влаштовується у фірму Motori Bernardi, Miari, Giusti & C (найпершу в Італії автомобільну фабрику, яка виробляла до початку століття машини марки Miari & Giusti), 1905 року він переїжджає в Мілан, де влаштовується в компанію Isotta-Fraschini, а через рік вирушає до Брешії на щойно відкритий завод Brixia-Züst. 1907 року він переїжджає в Турин, де йому запропонували місце технічного директора у фірмі Fabbrica Torinese Automobili, яка уже два роки випускала автомобілі марки Junior.

## Заснування компанії
Однак незабаром його захоплюють новомодні літаючі механізми, разом з Бертеллі він експериментує над літаками, проте їхні літаки виходять занадто важкими, і як не старалися автори, їх дітища не злітали (Бертеллі з самого початку використовував алюміній в конструкції крил). 1909 року Кірібірі стає технічним директором першого італійського авіаційного заводу - Officine Miller, заснованого уродженцем Сицилії Францем Міллером. Однак і на цьому місці він затримується всього на два роки, оскільки в березні 1911 року Антоніо проєктує власну конструкцію моноплана, незабаром його конструкція зацікавила льотчика-випробувача Мауріціо Рамассотто (вихідця з дуже багатої родини) та інженера Гауденціо Верга. У вересні того ж року спільно вони створюють фірму Fabbrica Torinese Velivoli Chiribiri.

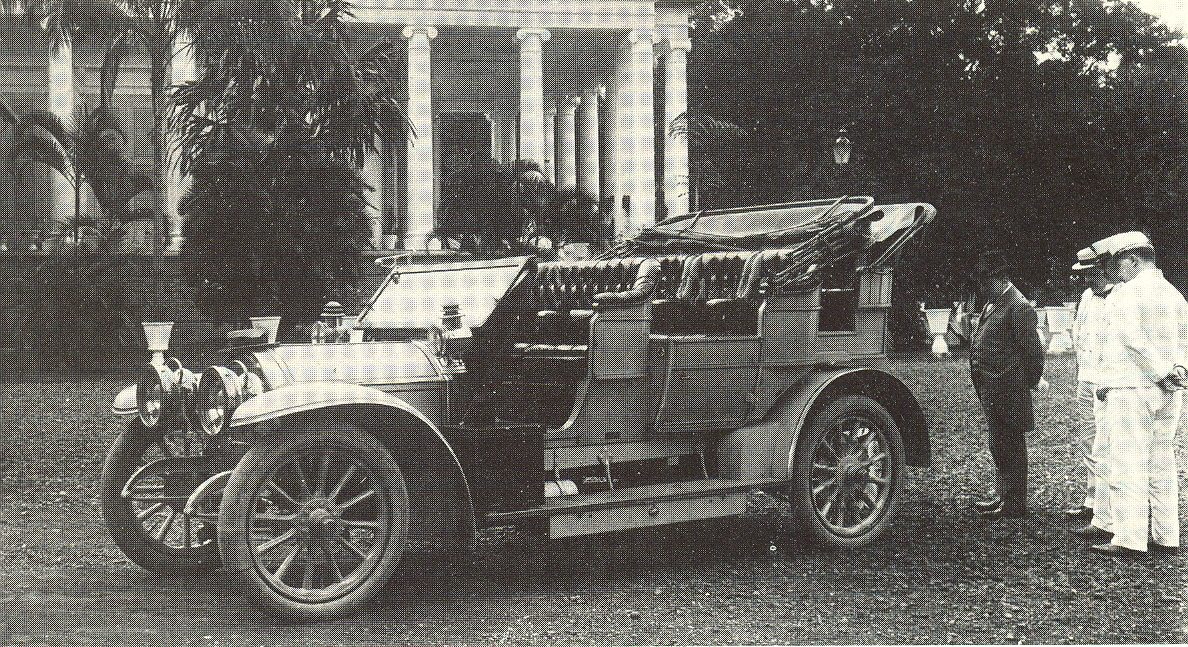
FIAT Tipo V 50/60HP

Спочатку фірма почала виготовляти деталі для літаків, але вже влітку 1912 року почалося виробництво власних повітряних транспортних засобів. Того ж року на шасі FIAT Tipo V 50/60HP був встановлений 7-літровий 130-сильний авіаційний мотор, що виготовлявся фабрикою Антоніо Кірібірі, ця машина була здатна розвивати 160 км/год за відрізок в 1000 метрів, що було рекордом в той час.

## Початок виробництва автомобілів
1914 року великий поміщик Густаво Брунетта д'Юссо посуває Антоніо Кірібірі на будівництво автомобілів, він обіцяв спонсорство на побудову ста малолітражних автомобілів, які отримали назву Siva 8/10 HP, що в перекладі означає "Шива", тобто індійське божество. Однак незабаром, після того як був побудований ходовий зразок автомобіля, який був оснащений 1.1 л 4-циліндровим двигуном, що розвивав 10 к.с., і 3-ступінчастою коробкою передач, граф відмовився від своїх зобов'язань, оскільки сам він загруз у боргах. Кірібірі розумів, що його двомісна машина "вогкувата" і її треба доводити до розуму, але, тим не менш, не дивлячись на те, що він витратив на розробку вже досить пристойну суму з особистих коштів, ним було вирішено продовжити роботи щодо поліпшення своєї конструкції. Посприяв цьому рішенню початок військових дій в Європі і збільшення замовлень на літаки, плюс Кірібірі отримав замовлення на виробництво ста авіаційних моторів за ліцензією французької фірми Gnome et Rhone, крім цього заробітку фірма отримувала також прибуток від навчання льотній справі, основна маса курсантів, що закінчили льотну школу, вирушала на фронт.
1915 року будується новий 1.3 л автомобіль, мотор якого розвивав 12 к.с., у Tipo II була на 5 см збільшена база в порівнянні з торішнім прототипом, фірма примудряється під час війни побудувати і реалізувати десяток автомобілів цієї моделі. Дрібносерійне виробництво цієї машини припинилося 1917 року, а 1918 року ліцензія на неї була куплена міланським продавцем автомобілів Альфредо Галланці, який став виробляти автомобілі під маркою Ardita, що означає "Смілива", пізніше це ім'я візьме фірма FIAT для деяких своїх моделей. Міланська фірма Costruzione Automobili Ing. A.Gallanzi випускала автомобілі Ardita 10HP і 8HP всього один сезон - протягом 1918 року, після чого інженер узявся за інші проєкти. Ця фірма існує донині.

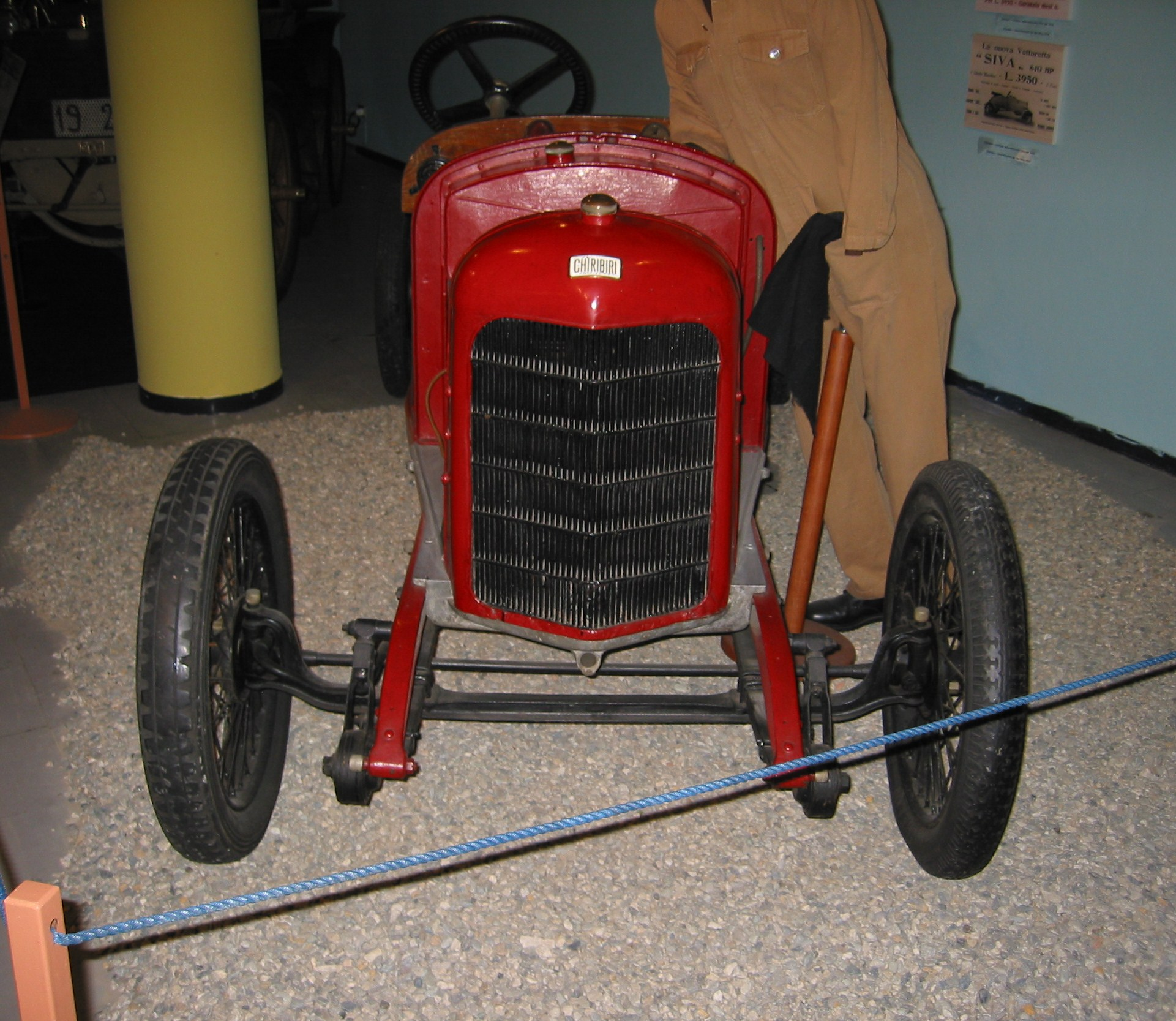
Шасі Chiribiri Tipo Unico 12HP 1924 року

1919 року на автомобільній виставці в Парижі була представлена нова модель - Tipo Unico 12НР, особливістю цієї машини стала наявність 4-ступінчастої коробки передач, розташованої біля заднього моста, тобто це був один з перших зразків системи trans-axle. Кузов машини, під капотом якої переховувався 1.6 л 19-сильний мотор, був тепер 4-місним типу торпедо, попередні зразки могли похвалитися лише двома посадочними місцями. Ця машина протрималася у виробництві до 1922 року.
Оскільки легка машина розвивала значну швидкість (близько 80-90 км/год), то сімейством Кірібірі було вирішено брати на них участь в гонках, так 1921 року син боса Амадео Кірібірі, більше відомий у сімейній справі як "Део", бере участь в гонках "Коппа делла Кашине", які проходили у Флоренції, там він займає перше місце, того ж року співвласник фірми і заодно заводський гонщик Мауріціо Рамассотто приходить другим у класі до 2 літрів на римських змаганнях "Крітерьюм ді Роме". Незабаром окрім сина Антоніо Кірібірі Амадео, на гоночних трасах можна було споглядати і першу італійську жінку-гонщицю - Аду Кірібірі. Старша дочка Антоніо Кірібірі Ада, яка народилася 1896 року, працювала з батьком відразу після закінчення нею технікуму. 1921 року, беручи участь в гонках за маршрутом Б'єлла - Оропа, Ада Кірібірі займає п'яте місце в загальному заліку, бувши єдиною жінкою в цих змаганнях. Того ж року Ада бере участь у марафоні Аоста - Гран Сан Бернардо, а як механік в її екіпажі виступав її власний батько Антоніо Кірібірі.

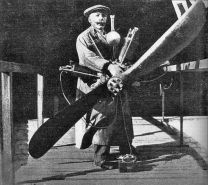
Антоніо Чірібірі та двигун Miller

1922 року команда поїхала на Гран-прі в Пеніа Рін (Іспанія), де Рамассотто приходить третім у класі "вуатюреток", а "Део" Кірібірі ставить рекорд траси для цього ж класу, більше того - його час виявився навіть краще, ніж у виступаючих в більш старшому класі.
1923 року модель 12НР змінюється оновленою версією - Tipo Roma 5000, яка отримала 1.5 л двигун вже з 30 к.с., в іншому по технічній частині машина не зазнала змін, а ось кузови на них були нові - типу Touring і Sport. З цією машиною Антоніо, який неохоче брав у свою команду чужинців, оскільки не хотів розкривати всі свої козирі і ділитися своїми ноу-хау, наймає початківця автомобільного гонщика (але вже відомого мотоцикліста, це один з найбільших гонщиків того часу) - Таціо Нуволарі, який роком раніше успішно дебютував на автомобілях марки Ansaldo. Нуволарі приходить п'ятим у загальному заліку на Гран-прі Пеніа Рін і четвертим на Гран-прі Іспанії, які проходили на барселонській трасі Ситхес-Террамар. Того ж 1923 року в марафоні Суза - Монченізіо в класі "вуатюреток" першими приходять чотири автомобілі цієї марки, першим був Амадео Кірібірі, другою фінішувала його старша сестра - Ада, третім гонщиком був Рамассотто, а четвертим учасником заводської команди став британець Джек Скейлс. Скейлс довгий час жив в Англії і до приходу в "Chiribiri" працював аж з 1909 року гонщиком-випробувачем у фірмі FIAT.

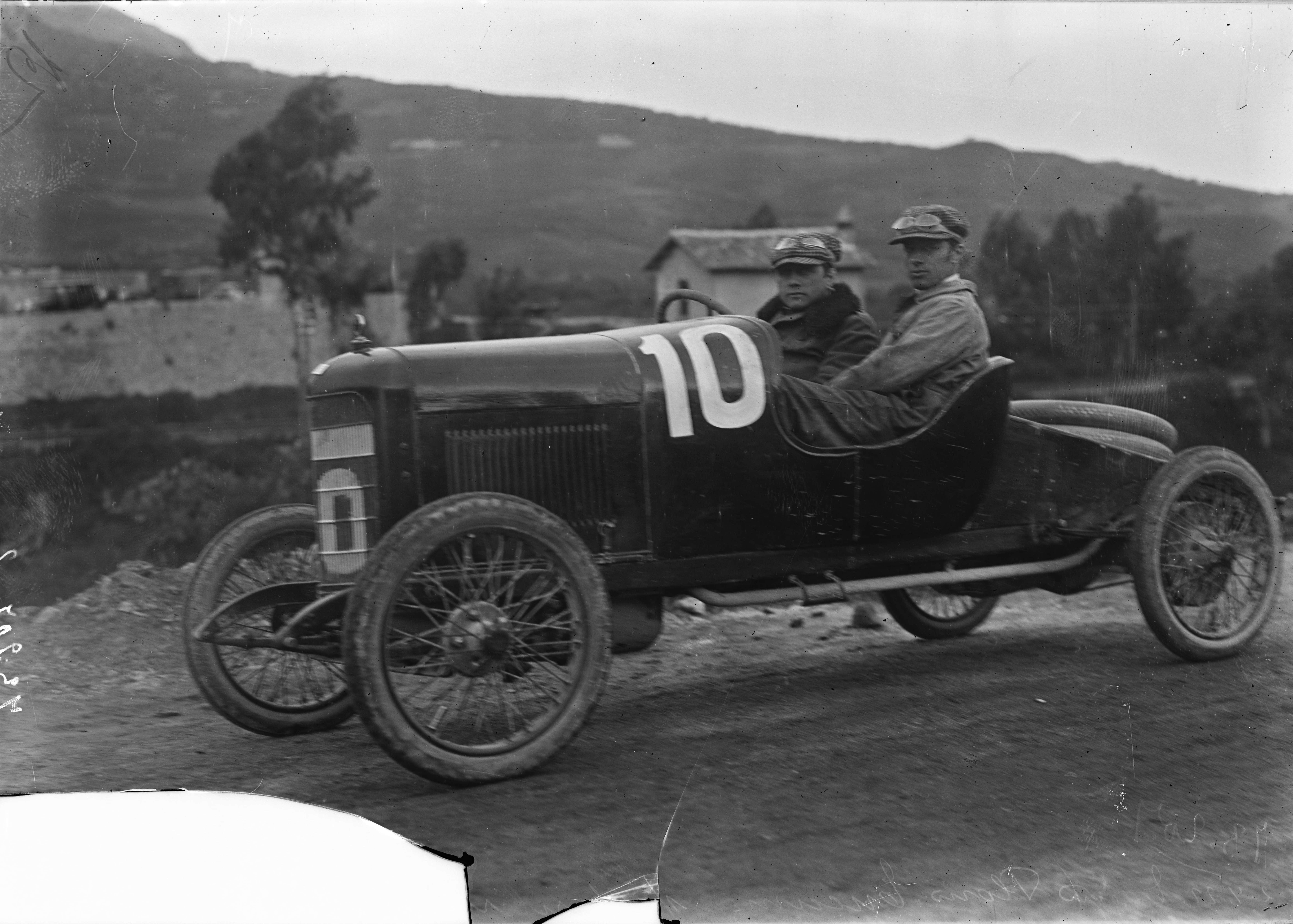
Chiribiri Tipo Roma 5000 на Тарга Флоріо 1922 року

1924 року гонщик Алете Маркончіні на машині цієї моделі виграє перегони на трасах в Бельфіоре, Кремоні і Монтенеро, Нуволарі ж виграє перегони в Савіо і Полезіне, пізніше Енцо Феррарі буде згадувати, що єдиний, хто поплескав йому нерви в тих перегонах, був "маленький" Таціо Нуволарі, який гнав попереду нього, і Феррарі скаженів би менше, якби не усвідомлював того факту, що сам він управляв прекрасним і більш потужним 3-літровим Alfa Romeo RL Sport, в той час як Нуволарі їхав на 1.5-літровій малолітражці. Крім згаданих гонщиків в тому сезоні засвітився ще один водій - Родольфо Карузо, який виграв кубок в Перуджіна.
Модель Tipo Roma 5000 була у виробництві всього один рік, оскільки восени 1923 року на зміну їй приходить нова машина - Tipo Monza. Шасі залишилися колишніми, але спереду з'явилися гальмівні барабани, тобто тепер гальма задіяли всі чотири колеса, коробка і задній міст залишилися колишніми, але мотор був зовсім новий, якщо у колишніх двигунів було бічне розташування клапанів, то тепер вони розташовувалися зверху - в голівці, в ній же було два розподілвала, тобто мотор мав систему DOHC.
Тепер при тих же 1.5 л об'єму з мотора знімалося 45 к.с., а в спортивній версії Tipo Monza Tipo Spinto - і зовсім 65 к.с., якщо у базової моделі мотор крутився до 3500 об/хв, то у спортивній - вже до 5000 об/хв, крім більш потужного мотора спортивна версія відрізнялася ще й укороченою базою шасі. З проєктом цієї машини була пов'язана одна історія - ще в лютому 1923 року, коли був побудований перший прототип цієї моделі, яку назвали Tipo Ada на честь дочки Антоніо Кірібірі, Амадео вирішив поставити рекорд швидкості на трасі Мілан-Монца для автомобіля цього класу. Максимальну швидкість раніше обчислювали не радаром, а хронометром, заміряли ділянку, довжиною в 1 км, давали старт і на фініші хронометрист засікав час, витрачений на проходження відрізка, і таким чином після певних розрахунків отримували максимальну швидкість.

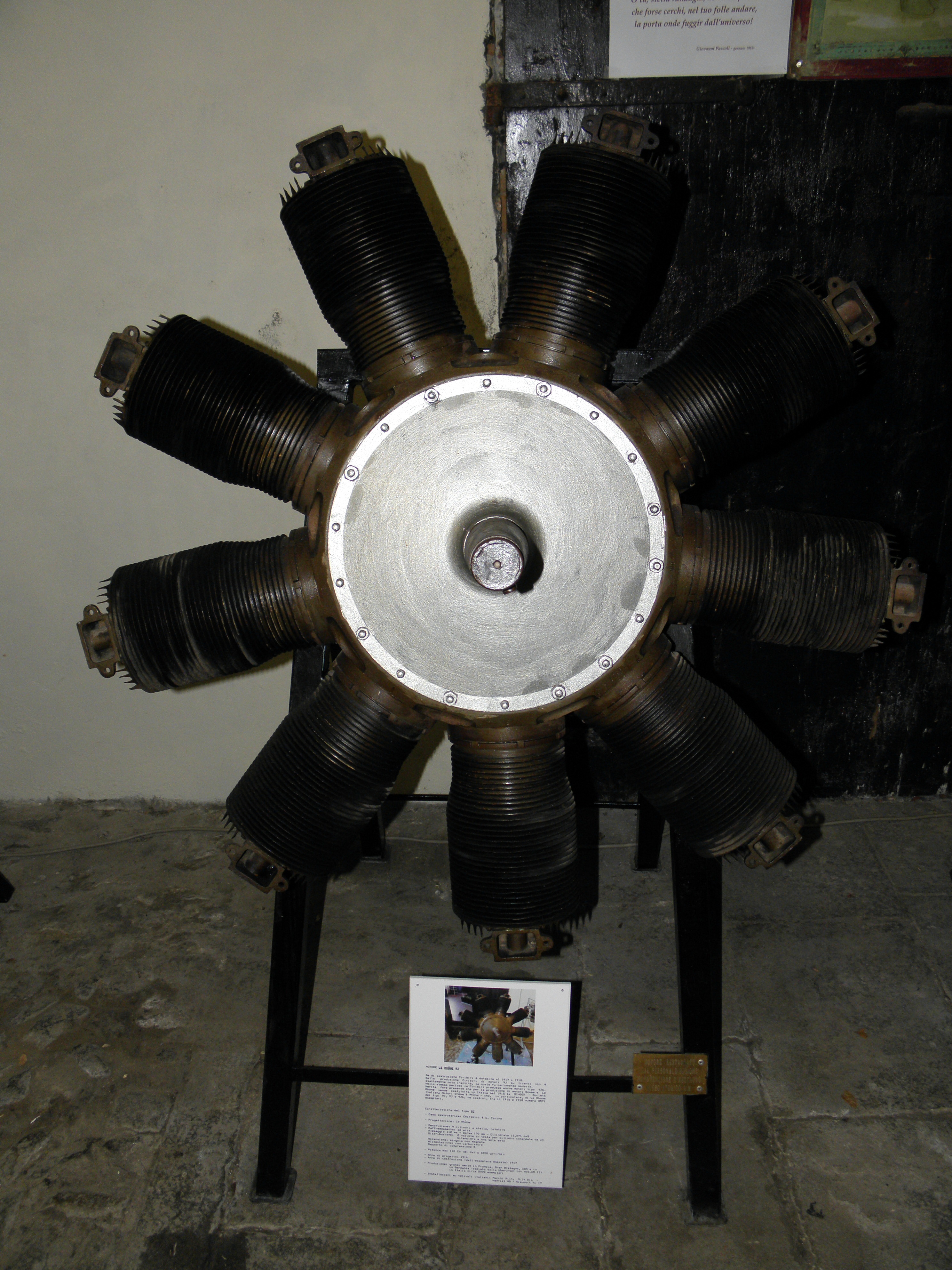
Двигун Chiribiri

Амадео і Антоніо Кірібірі куштували смак рекорду, проте після декількох спроб хронометристи засікали швидкість в трохи менше 150 км/год, що було набагато нижче очікуваної і заміряної самостійно швидкості. Антоніо залишився на місці і вирішив розібратися сам в суті такого результату, погода була кращою, ніж у пробні заїзди, машина була повністю справна. Але Антоніо вирішує заміряти відстань, і виявляється, що чиновники зробили помилку - відстань становила від старту до фінішу 1100 метрів, а не 1000. Наступного дня все було переміряне, і цього разу розрахунки показали швидкість в майже 163 км/год, що було рекордом для автомобілів класу до 1.5 л. В той же часовий відрізок Альберто Аскарі на Alfa Romeo і Альф'єрі Мазераті на Diatto намагалися поставити рекорд швидкості за 1000 м на своїх 3-літрових автомобілях, однак обидва показали результат лише в 157 км/год. На честь встановленого рекорду Кірібірі вирішує перейменувати майбутню серійну машину в Tipo Monza.
Але у виробництво крім Monza запускається і більш спокійна і доступна модель - Milano, під капотом цієї машини теж був 1.5 л двигун, але всього з одним валом і бічним розташуванням клапанів, він розвивав всього 20 к.с., однак, маючи посередні дані, ця машина була досить дорога, гроші брали за якість, все-таки фірма, яка займалася авіацією, не могла виготовляти ненадійну техніку, до того ж виробництво було дрібносерійним, що теж не здешевлювало продукцію. Щоб просунути модель на ринку, Амадео вирішує влаштувати в квітні 1926 року пробіг за маршрутом Турин - Рим, відстань за 3500 км було подолано нон-стопом Део Кірібірі і Луїджі Ригатом за 85 годин, оскільки за час пробігу не сталося жодної поломки, то цією моделлю зацікавився певний прошарок власників - таксисти. Спеціально для них стали випускати версії з кузовами ландоле, в які поміщалося чотири пасажири плюс водій, крім цього, щоб залучити більшу кількість клієнтів, завод став самостійно пропонувати покупку в розстрочку до року.
1925 року фірма перейменовується в Auto Costruzioni Meccaniche Chiribiri, тобто компанія тепер цілком і повністю відійшла від авіації. Цього ж року з'являється найпотужніша версія спортивної машини - Monza Corsa, на вже відомий 1.5 л двовальний мотор встановили компресор, і тепер з нього знімали 93 к.с., що дозволяло розвивати швидкість в 180 км/год.

## Припинення виробництва автомобілів. Закриття компанії
1927 року серію Tipo Monza знімають з виробництва, а звільнені потужності задіяли під виробництво дизельних промислових двигунів, модель Tipo Milano протрималася ще рік, поки нарешті 1928 року остаточно не припинилося виготовлення автомобілів. Компанія припинила свою діяльність у вересні 1929 року, і була виставлена на торги, Вінченцо Лянчіа не міг упустити шанс роздобути виробниче приміщення і точне обладнання, встановлене там, так що за підсумками торгів новим власником заводу став саме він, але виходити з воріт стали автомобілі марки Lancia, які нічого спільного не мали з тією продукцією, що випускалася раніше.
У квітні 1943 року помер Антоніо Кірібірі, і буквально через кілька місяців після його смерті під час бомбардувань був знищений колишній завод фірми, а разом з ним і весь архів фірми Chiribiri, який зберігався там, тому сьогодні ми задовольняємося лише обривками інформації про цю марку, чиє ім'я було в середині 20-х на устах будь-якого італійця, що захоплювався перегонами.
До наших днів дожило два комплектних автомобіля: Tipo Unico і Tipo Milano, який зберігається у нащадків Антоніо Кірібірі, а також одні шасі спортивного Tipo Unico.

## Список автомобілів Chiribiri
- 1914 - Chiribiri Siva 8/10HP
- 1915 - Chiribiri Tipo II
- 1919 - Chiribiri Tipo Unico
- 1923 - Chiribiri Tipo Roma 5000
  - Chiribiri Tipo Monza
- 1924 - Chiribiri Tipo Milano
- 1925 - Chiribiri Tipo Monza Spinto
  - Chiribiri Tipo Monza Corsa